# Crown Estate
Au Royaume-Uni, le Crown Estate (c'est-à-dire le « Domaine royal » ou « Domaine de la Couronne ») gère le portefeuille des actifs associés à la Couronne britannique. Auparavant, il s'agissait de l'ensemble des biens possédés par les souverains. Cela a évolué vers une institution unique qui transfère ses recettes au HM Treasury (le « Trésor de Sa Majesté ») c'est-à-dire le ministère des Finances.
Le Crown Estate est l'un des plus importants propriétaires terriens du Royaume-Uni avec un portefeuille dépassant les 14,3 milliards d'euros. La majorité du domaine en valeur est urbain (plus de 30 000 hectares), notamment un grand nombre de propriétés dans le centre de Londres, mais il comprend aussi plus de 110 000 hectares de forêts et terres agricoles, plus de 55 % des estrans britanniques et détient nombre de droits et participations. Parmi ces avoirs, on compte par exemple l'hippodrome d'Ascot ou encore l'ambassade d'Israël à Londres.

## Son histoire

### Le Domaine en Angleterre
L'histoire des terres domaniales en Angleterre se résume, entre le règne de Guillaume le Conquérant et celui de la reine Anne, à une aliénation progressive.
Quand Guillaume le Conquérant décéda, les terres qu'il avait conquises étaient pratiquement restées intactes. Par la suite, ses successeurs en ont accordé aux barons et nobles qui leur apportaient leurs aides en hommes ou en armes. Les terres domaniales de la Couronne ont ainsi été au cours des siècles à la fois augmentées mais également diminuées : Édouard Ier a élargi ses possessions au Pays de Galles et Jacques Ier a quant à lui groupé ses propres possessions d'Écosse aux terres domaniales d'Angleterre et du Pays de Galles. Toutefois, les cessions dépassaient les acquisitions. En 1660, à la restauration, le revenu tiré des terres domaniales s'élevait à 263 598 £. À la fin du règne de Guillaume III (1689–1702), cependant, ce même revenu était réduit à 6 000 £.
Avant le règne de Guillaume III, tous les revenus du royaume étaient consacrés aux dépenses de gouvernement du monarque. Ces revenus étaient de deux types :
- les revenus héréditaires, dérivés principalement des terres de la Couronne, des droits féodaux, des licences, des recettes de l'administration des postes, etc.
- les revenus temporaires tirés de taxes imposées par le Roi pendant une période ou à vie.

Après la Révolution de 1688, le Parlement a gardé sous son contrôle la plus grande partie des revenus temporaires tout en libérant le souverain des charges inhérentes à l'armée et à la marine ainsi que du fardeau de la dette nationale. Pendant les règnes de William III, Anne, George Ier et George II, le souverain est resté responsable du gouvernement civil et de la Maison Royale, disposant pour ce faire des revenus héréditaires et certains impôts.
À son accession au trône, George III renonça à ces revenus héréditaires en abandonnant les Domaines de la Couronne au Parlement ; il recevait en échange une somme fixe couvrant les dépenses de la Maison Royale ainsi que les bénéfices obtenus du duché de Lancastre. Le Roi abandonnait au Parlement son contrôle sur tous les impôts indirects héréditaires, les revenus de l'administration des postes ainsi que sur une partie des revenus héréditaires comprenant les loyers des terres domaniales en Angleterre (qui s'élevaient à environ 11 000 £) et on lui a accordé une liste civile annuelle de £800 000 pour subvenir aux besoins de la Maison royale et pour couvrir les dépenses du gouvernement civil. Même si le souverain a conservé de nombreux revenus héréditaires, son revenu s'est montré insuffisant pour combler ses dépenses parce qu'il utilisait sa prérogative de récompenser ses partisans en leur offrant des pots-de-vin et divers cadeaux. Les dettes, s'élevant à 3 millions de livres, contractées lors du pourtant court règne du souverain furent apurées par le Parlement et la liste civile annuelle fut donc réévalué.
Tous les souverains suivants ont renouvelé l'arrangement fait entre George III et le Parlement et la pratique semble être si ancrée dans l'usage qu'il serait difficile d'y mettre un terme.

### Le Domaine en Écosse
Les revenus terriens héréditaires de la Couronne en Écosse, autrefois sous l'administration du ministère des finances d'Écosse, furent ensuite confiés aux "Commissioners of Woods, Forests, Land Revenues, Works and Buildings" (lit. Commissaires aux bois, forêts, terres, bâtiments et ouvrages) ainsi qu'à leurs successeurs par des lois de 1832, 1833 et 1835. Ces avoirs comprenaient principalement les territoires de Caithness et les Orcades, autrefois appartenant à l'Église (l'épiscopat a été aboli en 1689), les anciennes possessions royales de Stirling et d’Édimbourg ainsi que des droits féodaux. Il n'y avait pratiquement pas de propriétés urbaines. La majorité des actifs actuels en Écosse, excepté les plages et la pêche, provient d'investissements ultérieurs.

### Le Domaine en Irlande
En 1793, George III abandonnait également les revenus héréditaires d'Irlande pour se voir confier une liste civile annuelle couvrant ses besoins pour le gouvernement civil irlandais.
Tout comme en Écosse, les avoirs de la Couronne en Irlande comprenaient un mélange de droits féodaux, et de terres acquises par la force ou par confiscation, plus particulièrement après 1688. Au début des années 1830, Crown Estate reprit possession de terres à Ballykilcine qui s'ensuivit par l'aliénation des biens. Les locataires se sont vu demander le paiement de sept années d'arriérés de loyers. Ne pouvant y faire face, les occupants furent expulsés. En 1846, la Couronne paya le prix du voyage vers l'Amérique à tous les métayers qui voulaient abandonner leur droit aux terres (voir histoire de Ballykilcine sur site officiel). Il y a lieu de penser[Interprétation personnelle ?] que Crown Estate s'arrangeait pour faire travailler les plus en détresse notamment pour améliorer le drainage, etc.. En 1854, une commission de la Chambre des lords a conclu que les plus petites propriétés en Irlande devaient être vendues 2 800 hectares furent par la suite vendus pour environ £25 000 en vente aux enchères et pour 10 000 £ par accord privé : un désinvestissement important réinvesti en Grande-Bretagne.
Depuis le 1er avril 1923, pour ce qui concerne la république d'Irlande, les revenus terriens Irlandais sont gérés et collectés par le gouvernement irlandais. Au moment de la partition de l'île, les différents prélèvements s'élevaient à £23,418 tandis que les baux s'élevaient à £1,191. Les propriétés cédées comprenaient surtout des plages.

### Son administration au cours des siècles
Tout au long des siècles, les personnes chargées de gérer ce qui est maintenant le Crown Estate étaient appelées:
- Surveyor General of Woods, Forests, Parks, and Chases (« Inspecteur général des bois, forêts, parcs et chasses ») et Surveyor General of the Land Revenues of the Crown (« Inspecteur général des rentes de la Couronne ») du XVIIe siècle à 1810
- Commissioners of Woods, Forests and Land Revenues (lit. « Commissaires aux bois, forêts et revenus terriens ») entre 1810 et 1831
- Commissioners of Woods, Forests, Land Revenues, Works and Buildings (lit. « Commissaires aux bois, forêts, revenus terriens, bâtiments et ouvrages ») entre 1832 et 1850
- Commissioners of Woods, Forests and Land Revenues entre 1851 et 1924
- Commissioners of Crown Lands (lit. « Commissaires aux terres domaniales ») entre 1924 et 1954

Crown Estate est, aujourd'hui, une société commerciale chapeauté par les "Crown Estate Commissioners" (Commissaires aux Domaine de la Couronne) selon les dispositions de la "Crown Estate Act", loi de 1961 (texte de la loi). Son portefeuille comprend des actifs dépassant les 9 milliards d'euros qui génèrent un revenu de £190 millions versé chaque année au Trésor britannique. 
Le "First Commissioner" ou premier commissaire en est le président, même s'il n' y travaille pas à temps complet. Le "Second Commissioner" en est le Directeur Général. Voir les membres actuels du Conseil d'administration.

## Son portefeuille
Le portefeuille de Crown Estate dépasse les 9 milliards d'euros, englobant trois secteurs : la ville, la campagne et la mer. Cela comprend plus de 1 000 édifices classés Grade I qu'on peut comparer à nos monuments historiques et à plus de 400 sites classés réserves naturelles.

### Immeubles de bureau et immeubles commerciaux
Ce portefeuille d'actifs est constitué à la fois de bâtiments historiques et de bâtiments modernes (bureaux, commerces et centres commerciaux). Ces 1,4 million de m² de bureaux et commerces sont disséminés dans tout le Royaume-Uni, même si la plupart sont regroupés à Londres.

#### Regent Street

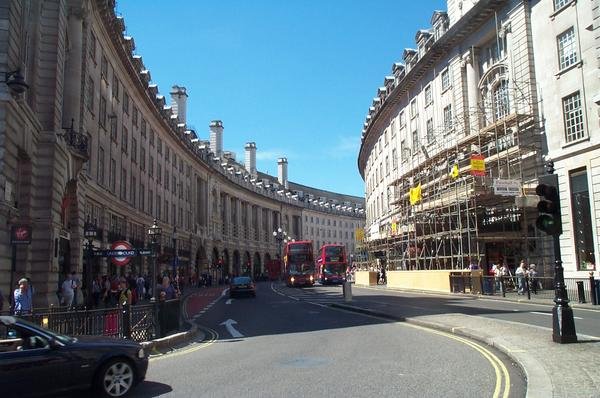
Regent Street

Regent Street est, longue de 2 kilomètres, la principale rue commerçante de Londres, dans le West End.
Regent Street constitue en valeur la partie principale du portefeuille du Crown Estate. C'est, historiquement et commercialement, l'activité principale du Domaine. Plus de 10 000 personnes travaillent sur Regent Street. Il y a là plus de 700 petites et moyennes entreprises et plus de 150 restaurants ou commerces de détail. En tout, ce sont 450 entreprises qui louent directement des espaces au Crown Estate.

Tous les biens immobiliers sur Regent Street, de Oxford Circus à Piccadilly Circus, appartiennent au Crown Estate. Les édifices actuels datent des années 1920, ce qui explique que beaucoup de bureaux et commerces nécessitent une remise à neuf. D'importants investissements ont été engagés pour l'amélioration du site pour les générations futures.

#### Holborn et la City
Les biens immobiliers de La City mélangent, à la fois, des acquisitions relativement récentes et des immeubles historiques. Parmi les propriétés plus anciennes, on trouve le Royal Mint Court sur le site de l'ex Royal Mint près de Tower Bridge, qui a été aménagé en espace de bureaux modernes à côté de lotissements. On y trouve encore l'ancien Public Records Building (Les Archives nationales), remis récemment à neuf et qui accueille aujourd'hui la bibliothèque du King's College London (université londonienne prestigieuse).

Des immeubles plus récents sont localisés près du Viaduc Holborne (pont reliant le quartier d'Holborne à la City). Parmi eux, on trouve Atlantic House récemment rénové pour accueillir des courtiers de la City

#### St. James's
Bon nombre des propriétés du Crown Estate du Central London se trouvent dans le quartier historique de St. James's, arrondissement de la Cité de Westminster. Commerces et lieux de loisirs se trouvent dans les rues célèbres de Haymarket, Pall Mall, Lower Regent Street, Jermyn Street et St James's Street.
La finalité des biens immobiliers de la zone s'étend des clubs, des récents bureaux et restaurants aux bâtiments historiques ; des cinémas et restaurants de Haymarket aux galeries d'art et aux salles de ventes de St. James's. On trouve également dans cette partie de Londres des logements résidentiels, mais aussi de grands édifices modernes (tels que la New Zealand House ou la The Economist Tower) ainsi que deux hôtels (le Trafalgar et le Sofitel St James).

#### À l'extérieur de Londres
Si la majorité du portefeuille de biens immobiliers est localisé à Londres même, d'autres immeubles d'importance sont possédés dans le royaume tout entier, d'autant que, dans les années 1980, on a décidé de diversifier les acquisitions (les biens immobiliers hors Londres représentent désormais 25 % du capital du portefeuille de biens immobiliers).
Les placements sont concentrés à Birmingham, Manchester, St Albans, Édimbourg, dans le Berkshire, mais aussi dans les zones d'activités de Guildford, Oxford et Cambridge. Ils comprennent aussi des entrepôts à Cheltenham, Altrincham et Leamington Spa ainsi que des bâtiments à usage industriel à Hemel Hempstead, Taunton et Norwich et un centre commercial à Worcester.

### Le littoral et les fonds-marins
Si la propriété foncière nous est familière, on peut, en revanche, être surpris d'apprendre que la mer territoriale entourant le Royaume-Uni fait partie des possessions de la Crown Estate. Elle possède, en effet, la mer territoriale dans la limite des 12 milles nautiques (soit 22 224 mètres) telle déterminée par la Convention des Nations unies sur le Droit de la Mer. Cela lui donne droit également d'explorer et d'exploiter les ressources naturelles présentes sur le plateau continental du Royaume-Uni (y compris le pétrole, le gaz et le charbon).
La Crown Estate possède également 55 % des estrans britanniques (c'est-à-dire la zone entre marée haute et marée basse) ainsi qu'à peu près la moitié des estuaires et deltas.

#### Les énergies
Crown Estate joue un rôle important dans le développement des industries liées à l'énergie et aux télécoms. Jusqu'à récemment, son rôle se cantonnait essentiellement aux secteurs du pétrole, du gaz et de la téléphonie. Le développement de l'énergie éolienne étend son rôle à la production d'énergie renouvelable offshore.
- Câbles et pipelines

L'autorisation du Crown Estate sous forme de bail ou de licence est nécessaire pour l'installation de tout câble de télécommunication ou tout pipeline traversant la zone des 12 milles nautiques vers le littoral.
- Les Parcs éoliens offshore

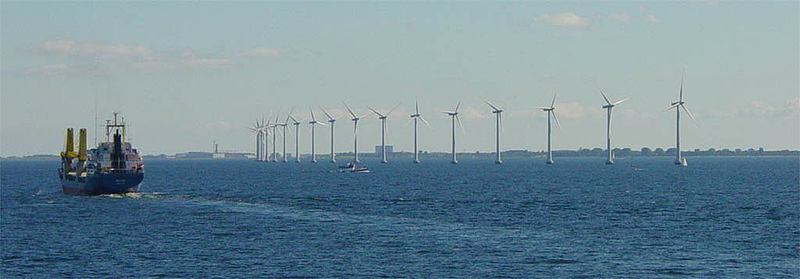
Parc Eolien Offshore près de Copenhague

Dès 2001, Crown Estate a mis en place un programme ambitieux en 2 phases pour exploiter le vent afin de produire de l'électricité. Aujourd'hui, 5 Parcs éoliens sont opérationnels. Voir la carte des Parcs éoliens construits, en construction et programmés
- L'énergie marémotrice

Crown Estate est également impliqué dans la mise en place de sites d'expérimentations pour produire de l'énergie marine dans Les Orcades, siège de l'European Marine Energy Centre (EMEC) et dans les Cornouailles, projet WaveHub.

#### L'aquaculture

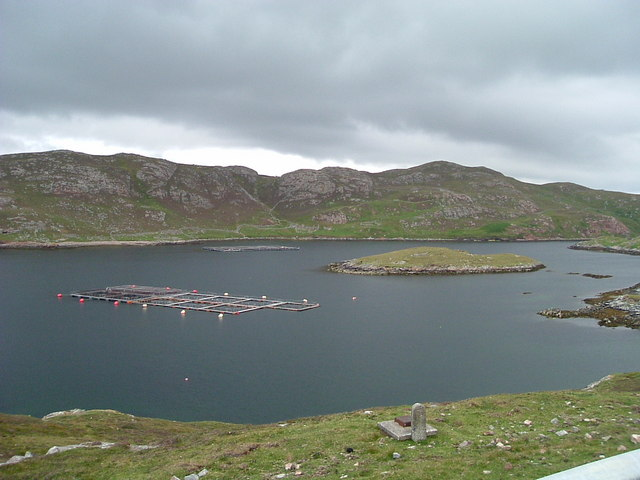
Élevage de saumons, Gunnister Voe, Northmavine

L'aquaculture désigne toutes les activités de production animale ou végétale en milieu aquatique ; eau douce, eau saumâtre ou eau de mer. En Écosse, l'aquaculture se divise en pisciculture, conchyliculture et la culture des algues.
Le gros de l'aquaculture en Écosse est constitué par l'élevage de saumons.
Ici, aussi, les revenus engendrés viennent des espaces loués aux différents entreprises ou artisans aquacoles.

#### Les minéraux
Ces intérêts se concentrent principalement sur l'extraction des agrégats tels que le sable et le gravier. Toutefois, le sel et plus significativement la potasse sont également exploités.
- Les agrégats

Sable, gravier et roches sont utilisés dans l'industrie du bâtiment. Aujourd'hui, 21 % du sable et du gravier utilisés en Angleterre et au Pays de Galles proviennent de la mer.
Le Crown Estate détient le droit d'exploitation des minéraux. Des licences sont donc cédés pour l'exploitation des zones (actuellement 75 licences produisent 24 millions de tonnes de matériaux.)
- La potasse

Dans la mine de Boulby dans le Yorkshire du Nord qui couvre environ 13,5 km dont 5 km offshore, la potasse est extraite. Un bail est délivré pour son extraction et Crown Estate perçoit un revenu sur la quantité de potasse extraite dans la partie offshore de la mine.

#### Les ports de plaisance et le mouillage
Crown Estate gère rarement directement les mouillages, excepté celui de la rivière Hamble dans le Hampshire. Dans la majorité des cas, sont accordés des baux ou des licences au commissaire du port, à une autorité locale, un comité ou encore une association. Ces derniers payent alors une redevance pour chaque mouillage.

#### Le gibier d'eau
Les revenus tirés de la chasse aux gibiers d'eau (canards, oies ou échassiers) proviennent des permis de chasse délivrés pendant la période d'ouverture de la chasse au gibier d'eau.

### L'immobilier résidentiel
L'immobilier résidentiel avec ses plus de 2 400 biens se caractérise par sa diversité. La plupart sont des édifices historiques, comme à Londres à Regent's Park, Kensington, Victoria, St James's, Millbank, Victoria Park ou dans le West End. En dehors de Londres, on en trouve, entre autres, à Eltham, Richmond, Egham ou Hampton. 

#### Logements à loyer modéré

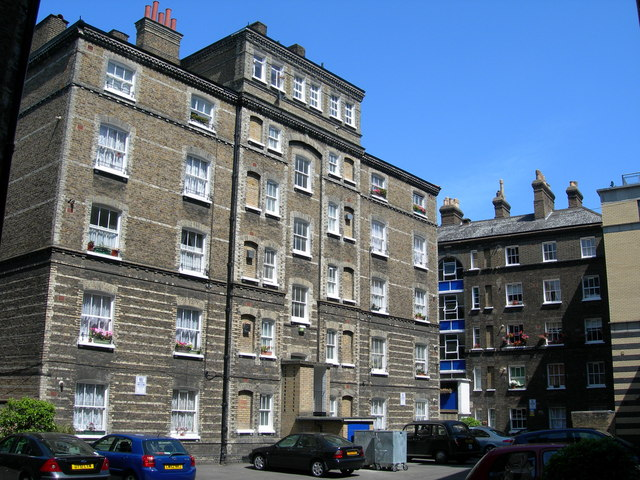
Affordable Housing, Old Pye Street Estate, St Matthew Street

Des logements à loyer modéré (en anglais affordable housing) sont loués à certains fonctionnaires sous certains critères bien définis (tels que les infirmiers, les enseignants ou encore les fonctionnaires de la police) ce qui leur permet de résider près de leur lieu de travail, alors que les loyers du marché immobilier privé sont au-dessus de leurs moyens.
Le Crown Estate dispose d'environ 1 300 logements à Regent's Park, Millbank, Victoria Park et Lee Green.

#### «Les résidences privées»
Même si la majorité des appartements ou maisons proposés sur le marché immobilier se situe à Londres, Crown Estate dispose de nombreuses résidences en Angleterre ou en Écosse à la fois dans des zones urbaines et rurales.
À Londres, le portefeuille de ces biens immobiliers est concentré à Regent's Park, Kensington Palace Gardens, St James's, Westminster et Richmond. Les biens situés à Regent's Park et Kensington sont de loin les plus exceptionnels et les plus sélects, ces derniers étant loués aux membres de la famille royale, aux membres du gouvernements mais aussi à des industriels ou célébrités.

### Les actifs en milieu rural

#### L'agriculture
Crown Estate détient en province 108 000 hectares de terres ce qui représente 780 exploitations agricoles louées à 500 entreprises agricoles ainsi que 27 000 hectares exploités directement au Pays de Galles.
Les productions sont diverses, allant, au nord de l'Angleterre de l'élevage de bœufs ou de moutons, de la culture des céréales et des légumes à l'Est à la production de lait à l'Ouest. En Écosse, la production varie de l'élevage et de la production laitière sur les côtes à l'élevage traditionnel des highlands.
Les propriétés actuelles sont le résultat d'une politique de rationalisation débutée sous Victoria qui a vu la vente des plus petites exploitations et l'augmentation d'autres. La plupart des achats terriens se sont faits à la fin du XIXe siècle ou encore entre 1920 et milieu des années 1940.

#### La sylviculture
Crown Estate détient 13 700 hectares de forêts en Angleterre, Écosse et Pays de Galles, propriété de Windsor comprise.
Les ressources sont gérées de manière durable (écocertification FSC). Les arbres destinés à l'industrie du bois sont rigoureusement sélectionnés en nombre et en qualité pour assurer la pérennité et la biodiversité des forêts.

#### La pisciculture
En Écosse, la pêche au saumon ou de truites de mer en rivière attire des milliers de pêcheurs à la ligne venant du monde entier. Crown Estate détient les droits de pêche au saumon de nombreuses rivières d'Écosse ; ce droit fait l'objet de baux cédés à la fois à des associations ou des particuliers.

#### Les mines
Le sol et sous-sol confère au Crown Estate de nombreux droits miniers qui font l'objet de licences et redevances. Sont extraits le sable, le gravier, le calcaire, le granit, l'argile, le charbon, l'ardoise et la pierre. En outre, pour explorer ou extraire de l'or ou de l'argent, licences ou baux sont également nécessaires.

#### Les biens immobiliers
Le nombre de travailleurs agricoles ayant diminué, les logements attenants aux exploitations sont loués au grand public. Ainsi, 700 logements (allant du petit cottage au carreau de ferme) sont offerts à la location dans tout le pays.

### Windsor
La propriété de Windsor couvre 6 300 hectares comprenant le Windsor Great Park, Home Park, des forêts (qui à elles seules couvrent 2 600 hectares), des fermes, des logements, l'hippodrome d'Ascot, les Savill et Valley Gardens et Smith's Lawn. On estime sa valeur à 226 millions d'euros.

#### Windsor Great Park
Le Windsor Great Park, ancien terrain de chasse Normand, couvre 2,020 hectares dans la campagne du Surrey et du Berkshire et s'étire du Château de Windsor au Nord à Ascot au Sud. Ce parc est l'antre de la faune et de la flore, offrant des paysages variés, des plaines ouvertes aux cervidés, des forêts, des fourrés. Ce paysage champêtre accueille chaque année plus de 2 millions de visiteurs.

#### Old Deer Park
Le Old Deer Park (lit. « Vieux parc aux cerfs ») est un espace vert urbain de Londres (jardin d'agrément historique) situé Richmond et Kew Gardens.

#### Savill et Valley Gardens
Savill Garden et Valley Gargens sont des jardins publics faisant partie du Windsor Great Park qui détiennent de fabuleuses et incomparables collections de plantes et arbres. Voir le plan ci-joint.

#### Smith's Lawn
Smith's Lawn est une grande plaine pris en sandwich entre Savill Gardens et Valleys Gardens, accueillant de nombreuses activités équestres dont le polo. Voir le plan ci-joint.